# Rosenthaler Platz
Pour la station de métro, voir Rosenthaler Platz (métro de Berlin).
Rosenthaler Platz (littéralement « Place Rosenthal ») est une intersection à Berlin-Mitte dans l'arrondissement de Mitte, traversé d'est en ouest par la Torstraße et vers lequel converge Brunnenstraße, Rosenthaler Straße et Weinbergsweg. Il ne s'agit pas d'une place au sens strict du terme, mais d'un carrefour connu dans la ville autour duquel se déroule un nombre important d'activités culturelles, commerciales et nocturnes.
La place est nommée d'après le village de Rosenthal qui est depuis devenu un quartier de Berlin

## Histoire

### Porte de Rosenthal

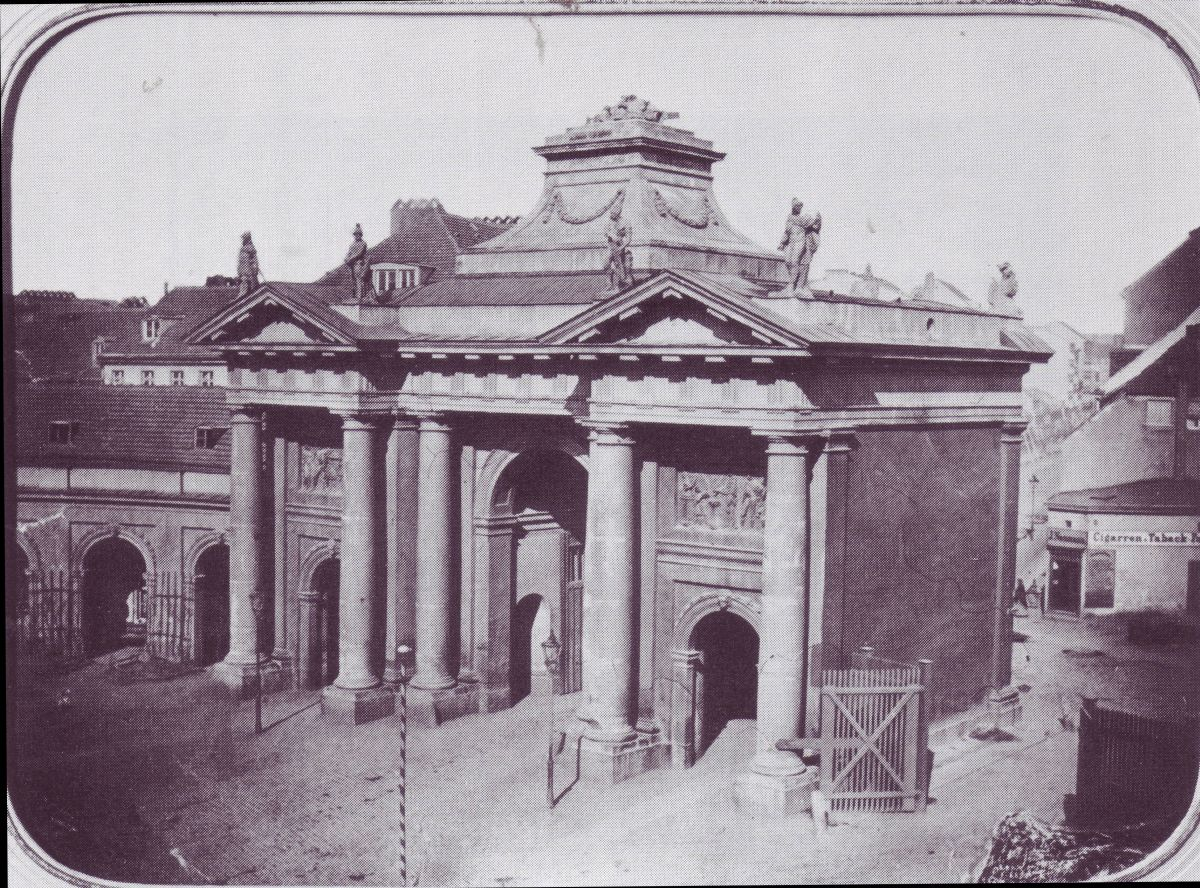
La porte de Rosenthal en 1860, qui donne sur la Brunnenstraße

Lors de l'édification du mur de douane et d'accise de Berlin dans les années 1730, on aménage un point de passage dans le mur à cet endroit pour contrôler les allées et venues et effectuer l'octroi. La porte ouvre en 1735 sous le nom de porte de Rosenthal (Rosenthaler Tor) car c'est le nom du faubourg de Rosenthal (de) (Rosenthaler Vorstadt) qui s'étend tout autour, dans lequel Frédéric II de Prusse loge des gastarbeiters saxons. La place environnante reçoit par conséquent le nom de place de la porte de Rosenthal (Platz am Rosenthaler Tor). Le bâtiment initial de la porte, fonctionnel et sans ornements, est entièrement démoli dans les années 1780, et une porte monumentale est reconstruite sur les fondations existantes. Avant même que la porte de brandebourg ne soit terminée, la porte de Rosenthal est ouverte en 1788 après un an de travaux sous l'égide de Georg Christian Unger, l'architecte de Frédéric II.
La porte de Rosenthal était conçue sur le modèle d'un arc de triomphe d'architecture romaine à trois baies, dont la baie centrale est la plus vaste. Chacune des baies en arcades sont structurées par deux colonnes cylindriques non engagées. Les deux baies latérales sont surmontées de deux frontons triangulaires sur lequel se dresse deux ronde-bosses avec statues d'aspect antique. L'arcade de gauche était occupée par les gardes du contrôle douanier et l'arcade de droite par les officiers chargés de prélever l'accise.
Jusqu'en 1750, cette porte était la seule porte du nord de Berlin où les juifs avaient un droit de passage. Au sud ils pouvaient également passer par la porte de Halle. En 1750, on les autorisa à circuler également par la porte de Prenzlau.

### Place de Rosenthal
Alors que le mur de douane et la porte de Rosenthal sont démolis entre 1866 et 1868, la place ne sera renommée par son nom actuel que le 1er juin 1910.

## Transports
Outre la ligne 8 du métro de Berlin située sous la place, Rosenthaler Platz est également desservi par des lignes de tramway
- Mitte, Am Kupfergraben ↔ Schillerstraße ou Rosenthal Nord
- Gare du Nord ↔ Ahrensfelde
- Mitte, Am Kupfergraben ↔ Pasedagplatz

ainsi que par des lignes d'autobus
- 142 : Leopoldplatz ↔ gare de l'Est
- Bus nocturne N8 : Märkisches Viertel, Wilhelmsruher Damm ↔ Hermannstraße (de)
- Bus nocturne N42 : Theodor-Heuss-Platz ↔ Alexanderplatz

## Dans la fiction
- Le roman Berlin Alexanderplatz écrit en 1929 par Alfred Döblin fait de nombreuses fois mention de la place et de ses environs.

## Galerie de photos historiques

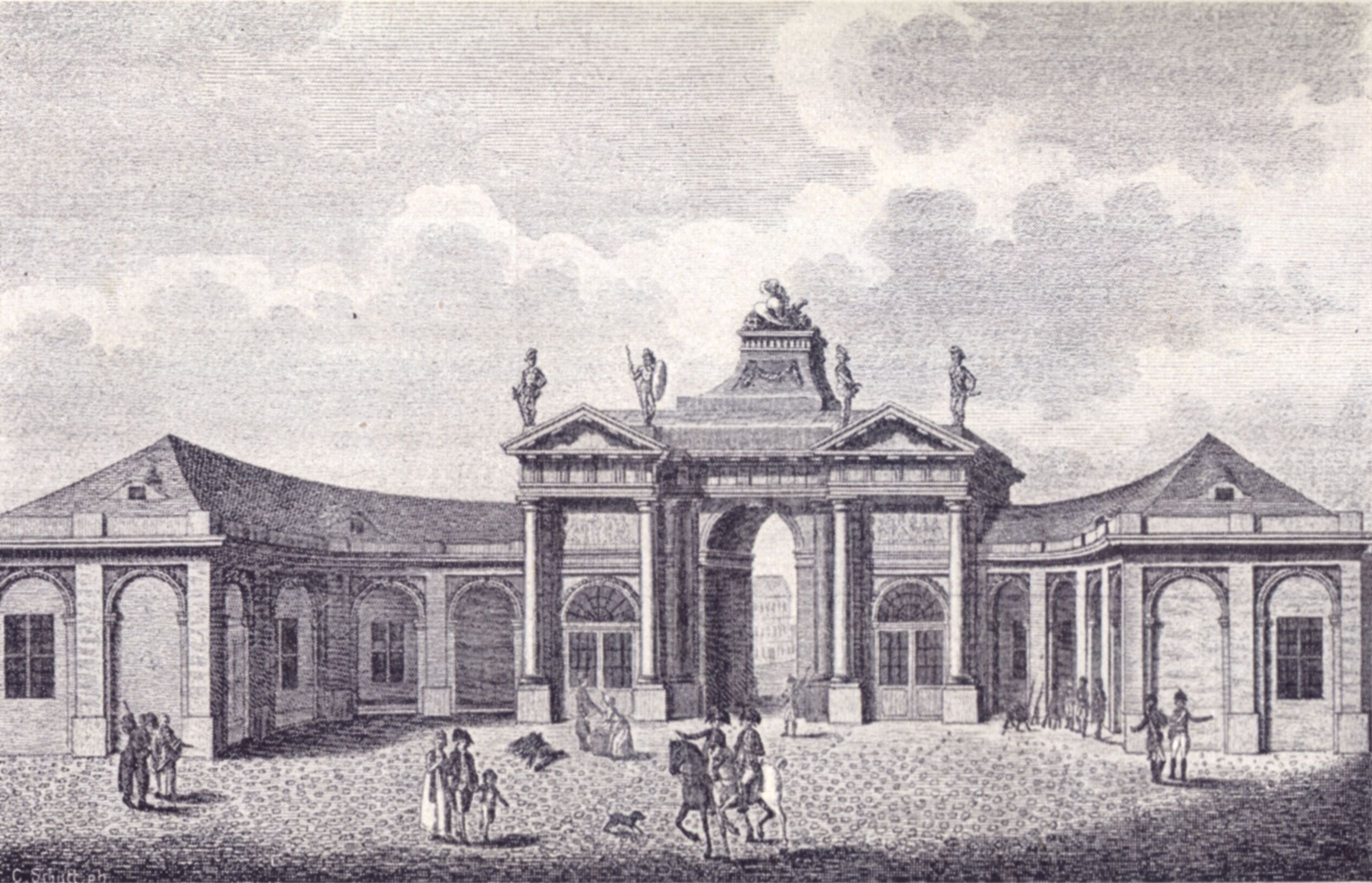
La place en 1800
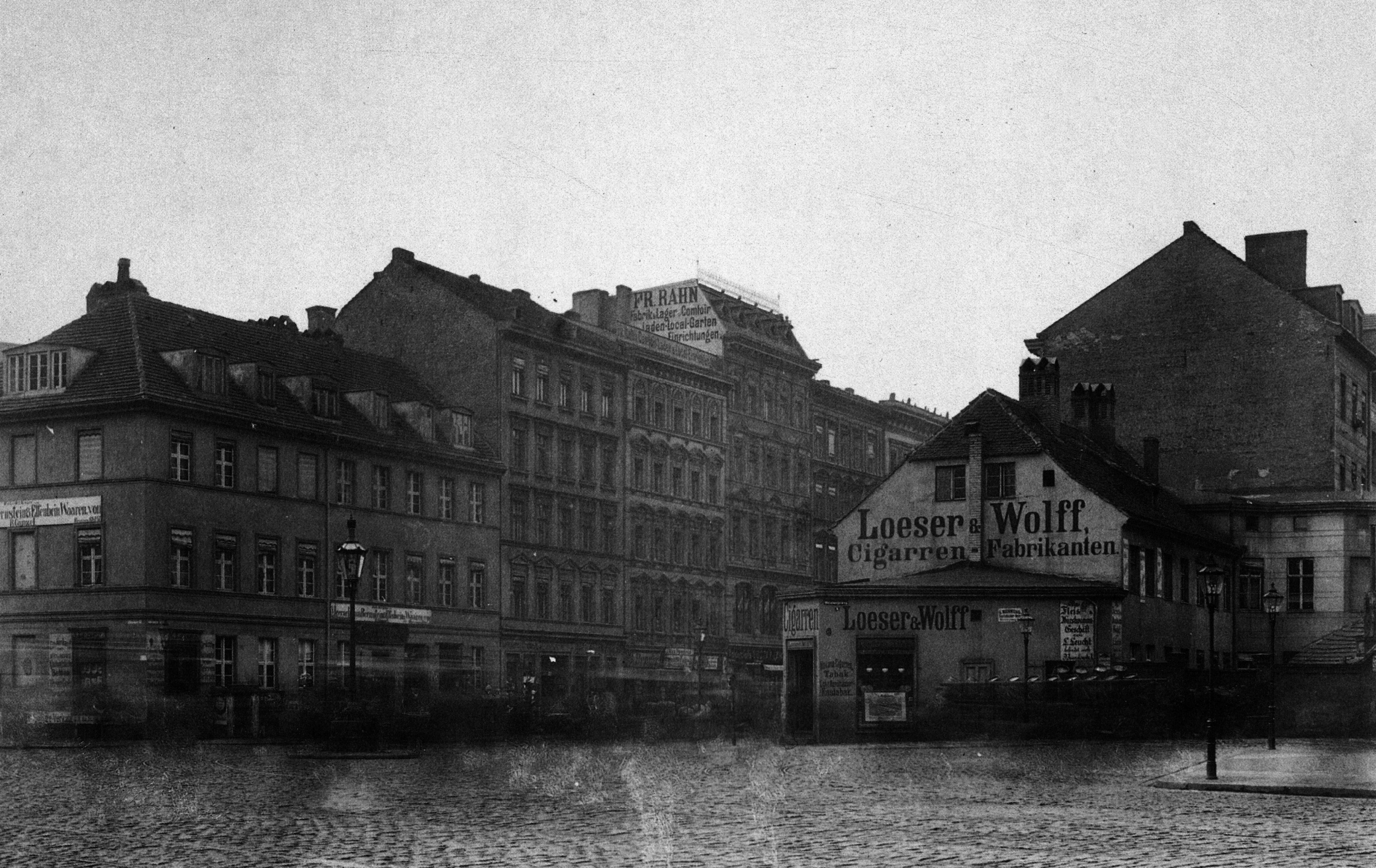
Place de la porte de Rosenthal, 1890
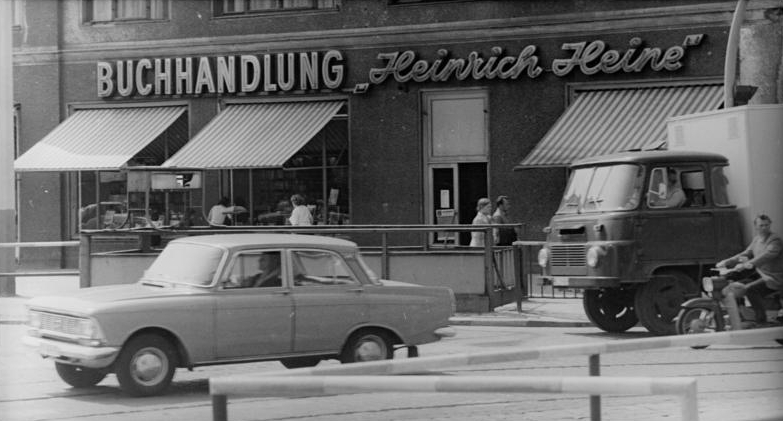
Librairie Heinrich-Heine en 1976 juste devant la bouche de métro fermée à l'époque.
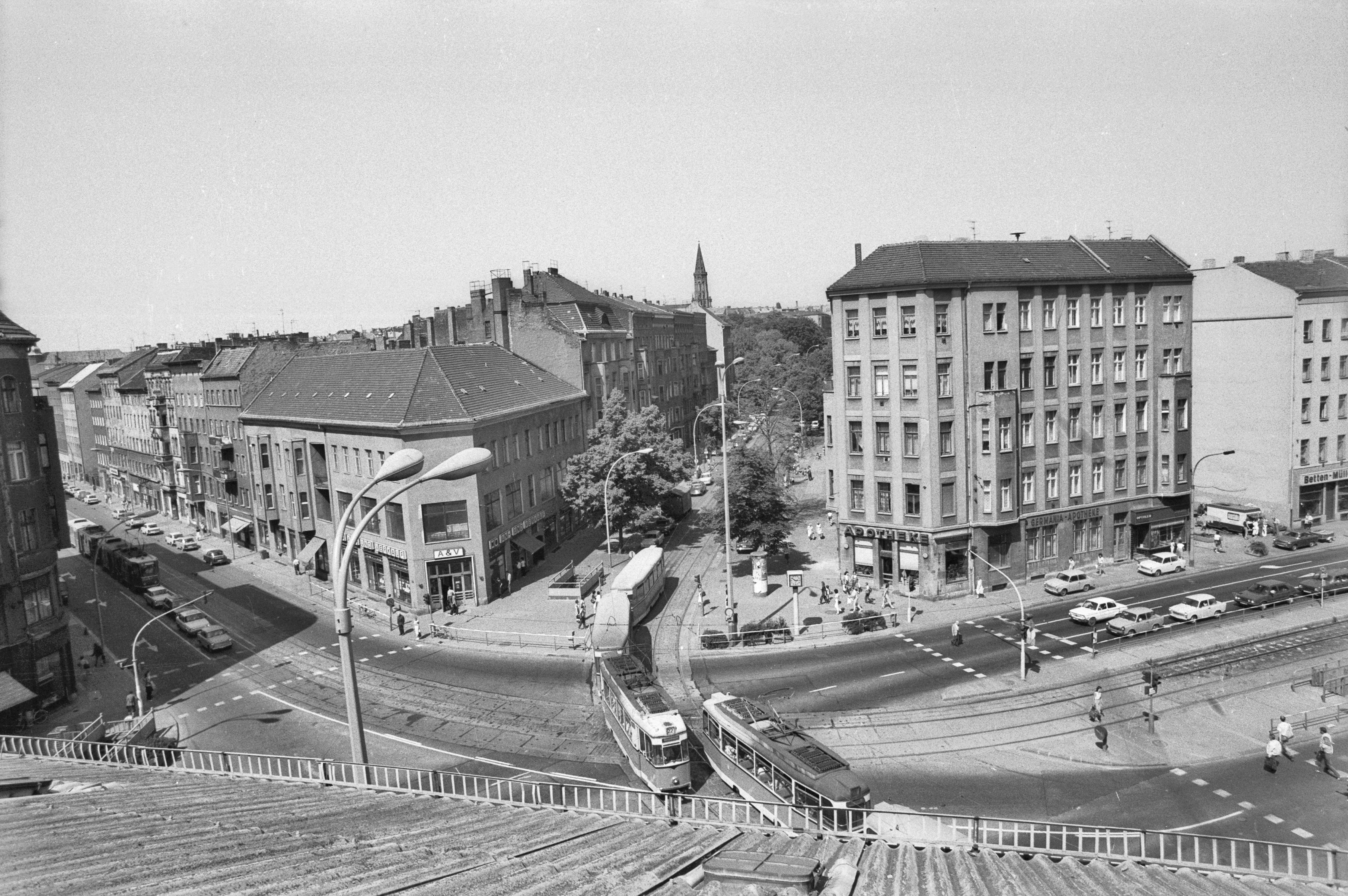
Vue d'un toit en 1989.